# Тур ATP 1996
Тур ATP 1996 — елітний світовий тур тенісистів професіоналів, що проводиться Асоціацією тенісистів професіоналів (ATP) з січня до листопада 1996 року. Тур включав чотири турніри Великого шлему (організовані ITF), Фінал ATP, ATP Super 9, ATP International Series Gold, ATP International Series, ATP World Team Cup, Кубок Девіса та Кубок Великого шлему (організовані ITF).

## Розклад турнірів
Легенда
| Турнір Великого Шолому       |
| ATP Tour World Championships |
| ATP Super 9                  |
| ATP Championship Series      |
| ATP World Series             |
| Командні змагання            |

### Січень
| Тиждень           | Турнір | Чемпіони                                           | Фіналісти                     | Півфіналісти                                         | Чвертьфіналісти                                                     |
| ----------------- | --- | -------------------------------------------------- | ----------------------------- | ---------------------------------------------------- | ------------------------------------------------------------------- |
| 1 січня           | Hopman Cup Перт, Австралія Hopman Cup Тверде (i) – 8 teams (RR)                                                                             | Хорватія 2–1                                       | Швейцарія                     | Вибули у груповому турнірі (Група A) США Франція ПАР | Вибули у груповому турнірі (Група B) Австралія Нідерланди Німеччина |
| 1 січня           | Australian Men's Hardcourt Championships Аделаїда, Австралія World Series Тверде – $303,000 – 32S/16D Одиночний розряд – Парний розряд      | Євген Кафельников 7–6(7–0), 3–6, 6–1               | Байрон Блек                   | Хав'єр Франа Мартін Дамм                             | Грег Руседскі Ренцо Фурлан Генрік Гольм Даніель Вацек               |
| 1 січня           | Australian Men's Hardcourt Championships Аделаїда, Австралія World Series Тверде – $303,000 – 32S/16D Одиночний розряд – Парний розряд      | Тодд Вудбрідж Марк Вудфорд 7–5, 7–6                | Йонас Бйоркман Томмі Го       | Хав'єр Франа Мартін Дамм                             | Грег Руседскі Ренцо Фурлан Генрік Гольм Даніель Вацек               |
| 1 січня           | Qatar ExxonMobil Open Доха, Катар World Series Тверде – $600,000 – 32S/16D Одиночний розряд – Парний розряд                                 | Петр Корда 7–6(7–5), 2–6, 7–6(7–5)                 | Юнес Ель-Айнауї               | Томас Мустер Давід Пріносіл                          | Адріан Войня Гійом Рау Магнус Ларссон Ніколас Перейра               |
| 1 січня           | Qatar ExxonMobil Open Доха, Катар World Series Тверде – $600,000 – 32S/16D Одиночний розряд – Парний розряд                                 | Марк Ноулз Деніел Нестор 7–6, 6–3                  | Якко Елтінг Паул Гаргейс      | Томас Мустер Давід Пріносіл                          | Адріан Войня Гійом Рау Магнус Ларссон Ніколас Перейра               |
| 8 січня           | Indonesia Open Джакарта, Індонезія World Series Тверде – $303,000 – 32S/16D Одиночний розряд – Парний розряд                                | Шенг Схалкен 6–3, 6–2                              | Юнес Ель-Айнауї               | Паул Гаргейс Майкл Джойс                             | Гійом Рау Еміліо Санчес Вікаріо Мікаель Тільстрем Гільберт Шаллер   |
| 8 січня           | Indonesia Open Джакарта, Індонезія World Series Тверде – $303,000 – 32S/16D Одиночний розряд – Парний розряд                                | Рік Ліч Скотт Мелвілл 6–1, 2–6, 6–1                | Кент Кіннієр Дейв Ренделл     | Паул Гаргейс Майкл Джойс                             | Гійом Рау Еміліо Санчес Вікаріо Мікаель Тільстрем Гільберт Шаллер   |
| 8 січня           | Peters International Sydney, Австралія World Series Тверде – $303,000 – 32S/16D Одиночний розряд – Парний розряд                            | Тодд Мартін 5–7, 6–3, 6–4                          | Горан Іванишевич              | Тодд Вудбрідж Грег Руседскі                          | Марк Вудфорд Джейсон Столтенберг Річард Фромберг Скотт Дрейпер      |
| 8 січня           | Peters International Sydney, Австралія World Series Тверде – $303,000 – 32S/16D Одиночний розряд – Парний розряд                            | Елліс Феррейра Ян Сімерінк 5–7, 6–4, 6–1           | Патрік Макінрой Сендон Столл  | Тодд Вудбрідж Грег Руседскі                          | Марк Вудфорд Джейсон Столтенберг Річард Фромберг Скотт Дрейпер      |
| 8 січня           | BellSouth Open Окленд (Нова Зеландія), Нова Зеландія World Series Тверде – $303,000 – 32S/16D Одиночний розряд – Парний розряд              | Їржі Новак 6–4, 6–4                                | Бретт Стівен                  | Хав'єр Франа Гі Форже                                | Хайме Їсага Ернан Гумі Давід Рікл Малівай Вашингтон                 |
| 8 січня           | BellSouth Open Окленд (Нова Зеландія), Нова Зеландія World Series Тверде – $303,000 – 32S/16D Одиночний розряд – Парний розряд              | Маркос Ондруска Джек Вейт W/O                      | Йонас Бйоркман Бретт Стівен   | Хав'єр Франа Гі Форже                                | Хайме Їсага Ернан Гумі Давід Рікл Малівай Вашингтон                 |
| 15 січня 22 січня | Відкритий чемпіонат Австралії з тенісу Мельбурн, Австралія Grand Slam Тверде – $3,180,318 – 128S/64D Одиночний розряд – Парний розряд Мікст | Борис Бекер 6–2, 6–4, 2–6, 6–2                     | Майкл Чанг                    | Марк Вудфорд Андре Агассі                            | Томас Енквіст Євген Кафельников Мікаель Тільстрем Джим Кур'є        |
| 15 січня 22 січня | Відкритий чемпіонат Австралії з тенісу Мельбурн, Австралія Grand Slam Тверде – $3,180,318 – 128S/64D Одиночний розряд – Парний розряд Мікст | Стефан Едберг Петр Корда 7–5, 7–5, 4–6, 6–1        | Себастьян Ларо Алекс О'Браєн  | Марк Вудфорд Андре Агассі                            | Томас Енквіст Євген Кафельников Мікаель Тільстрем Джим Кур'є        |
| 15 січня 22 січня | Відкритий чемпіонат Австралії з тенісу Мельбурн, Австралія Grand Slam Тверде – $3,180,318 – 128S/64D Одиночний розряд – Парний розряд Мікст | Лариса Савченко-Нейланд Марк Вудфорд 4–6, 7–5, 6–0 | Ніколь Арендт Люк Єнсен       | Марк Вудфорд Андре Агассі                            | Томас Енквіст Євген Кафельников Мікаель Тільстрем Джим Кур'є        |
| 29 січня          | Croatian Indoors Загреб, Хорватія World Series $375,000 – carpet (i) – 32S/16D Одиночний розряд – Парний розряд                             | Горан Іванишевич 3–6, 6–3, 6–2                     | Седрік Пйолін                 | Гі Форже Марк-Кевін Гелльнер                         | Адріан Войня Карл-Уве Штеб Філіп Девулф Гійом Рау                   |
| 29 січня          | Croatian Indoors Загреб, Хорватія World Series $375,000 – carpet (i) – 32S/16D Одиночний розряд – Парний розряд                             | Менно Остінг Лібор Пімек 6–3, 7–6                  | Мартін Дамм Гендрік Ян Давідс | Гі Форже Марк-Кевін Гелльнер                         | Адріан Войня Карл-Уве Штеб Філіп Девулф Гійом Рау                   |
| 29 січня          | Shanghai Open Shanghai, КНР World Series $303,000 – carpet (i) – 32S/16D Одиночний розряд – Парний розряд                                   | Андрій Ольховський 7–6(7–5), 6–2                   | Марк Ноулз                    | Майкл Теббутт Тім Генман                             | Джефф Таранго Маркос Ондруска Крістіано Каратті Марк Петчі          |
| 29 січня          | Shanghai Open Shanghai, КНР World Series $303,000 – carpet (i) – 32S/16D Одиночний розряд – Парний розряд                                   | Марк Ноулз Роджер Сміт 4–6, 6–2, 7–6               | Джим Грабб Майкл Теббутт      | Майкл Теббутт Тім Генман                             | Джефф Таранго Маркос Ондруска Крістіано Каратті Марк Петчі          |

### Лютий
| Тиждень   | Турнір | Чемпіони | Фіналісти                                                                                                   | Півфіналісти                     | Чвертьфіналісти                                              |
| --------- | --- | --- | --- | -------------------------------- | ------------------------------------------------------------ |
| 5 лютого  | Davis Cup first round Rome, Італія – clay Йоганнесбург, ПАР – hard (i) Женева, Швейцарія – clay (i) Безансон, Франція – hard (i) Джайпур, Індія – grass Катрінегольм, Швеція – carpet (i) Пльзень, Чехія – carpet (i) Карлсбад, CA, США – hard | Переможці першого раунду Італія 3–2 · Південно-Африканська Республіка 3–2 · Німеччина 5–0 · Франція 5–0 · Індія 5–0 · Швеція 4–1 · Чехія 3–2 · Сполучені Штати Америки 5–0 | Переможені у першому раунді Росія · Австрія · Швейцарія · Данія · Нідерланди · Бельгія · Угорщина · Мексика |                                  |                                                              |
| 12 лютого | Dubai Tennis Championships Дубай, Об'єднані Арабські Емірати World Series Тверде – $1,014,250 – 32S/16D Одиночний розряд – Парний розряд | Горан Іванишевич 6–4, 6–3 | Альберт Коста                                                                                               | Хав'єр Санчес Давід Пріносіл     | Сендон Столл Гендрік Ян Давідс Вейн Феррейра Томас Енквіст   |
| 12 лютого | Dubai Tennis Championships Дубай, Об'єднані Арабські Емірати World Series Тверде – $1,014,250 – 32S/16D Одиночний розряд – Парний розряд | Байрон Блек Грант Коннелл 6–0, 6–1 | Карел Новачек Їржі Новак                                                                                    | Хав'єр Санчес Давід Пріносіл     | Сендон Столл Гендрік Ян Давідс Вейн Феррейра Томас Енквіст   |
| 12 лютого | Open 13 Марсель, Франція World Series Тверде (i) – $514,250 – 32S/16D Одиночний розряд – Парний розряд | Гі Форже 7–5, 6–4 | Седрік Пйолін                                                                                               | Томас Карбонелл Гендрік Дрекманн | Стефан Сіміан Адріан Войня Філіп Девулф Серхі Бругера        |
| 12 лютого | Open 13 Марсель, Франція World Series Тверде (i) – $514,250 – 32S/16D Одиночний розряд – Парний розряд | Жан-Філіпп Флер'ян Гійом Рау 6–3, 6–2 | Маріус Барнард Петер Нюборґ                                                                                 | Томас Карбонелл Гендрік Дрекманн | Стефан Сіміан Адріан Войня Філіп Девулф Серхі Бругера        |
| 12 лютого | Sybase Open Сан-Хосе, CA, США World Series Тверде (i) – $303,000 – 32S/16D Одиночний розряд – Парний розряд | Піт Сампрас 6–2, 6–3 | Андре Агассі                                                                                                | Майкл Чанг Ян Крошлак            | Річі Ренеберг Джейсон Столтенберг Вінс Спейдія Грег Руседскі |
| 12 лютого | Sybase Open Сан-Хосе, CA, США World Series Тверде (i) – $303,000 – 32S/16D Одиночний розряд – Парний розряд | Тревор Кронеманн Девід Макферсон 6–4, 3–6, 6–3 | Річі Ренеберг Джонатан Старк                                                                                | Майкл Чанг Ян Крошлак            | Річі Ренеберг Джейсон Столтенберг Вінс Спейдія Грег Руседскі |
| 19 лютого | ECC Antwerp Антверпен, Бельгія Турнір Series $875,000 – carpet (i) – 32S/16D Одиночний розряд – Парний розряд | Міхаель Штіх 6–3, 6–2, 7–6(7–5) | Горан Іванишевич                                                                                            | Борис Бекер Андрій Медведєв      | Франсіско Клавет Ренцо Фурлан Ріхард Крайчек Марк Россе      |
| 19 лютого | ECC Antwerp Антверпен, Бельгія Турнір Series $875,000 – carpet (i) – 32S/16D Одиночний розряд – Парний розряд | Йонас Бйоркман Ніклас Культі 6–4, 6–4 | Євген Кафельников Менно Остінг                                                                              | Борис Бекер Андрій Медведєв      | Франсіско Клавет Ренцо Фурлан Ріхард Крайчек Марк Россе      |
| 19 лютого | Kroger St. Jude International Мемфіс, TN, США Турнір Series Тверде (i) – $683,000 – 48S/24D Одиночний розряд – Парний розряд | Піт Сампрас 6–4, 7–6(7–2) | Тодд Мартін                                                                                                 | Майкл Чанг Марк Філіппуссіс      | Марк Вудфорд Малівай Вашингтон Томас Енквіст Їржі Новак      |
| 19 лютого | Kroger St. Jude International Мемфіс, TN, США Турнір Series Тверде (i) – $683,000 – 48S/24D Одиночний розряд – Парний розряд | Марк Ноулз Деніел Нестор 7–6, 1–6, 6–4 | Тодд Вудбрідж Марк Вудфорд                                                                                  | Майкл Чанг Марк Філіппуссіс      | Марк Вудфорд Малівай Вашингтон Томас Енквіст Їржі Новак      |
| 26 лютого | Comcast U.S. Indoor Філадельфія, PA, США Турнір Series $589,250 – carpet (i) – 32S/16D Одиночний розряд – Парний розряд | Джим Кур'є 6–4, 6–3 | Кріс Вудруфф                                                                                                | Тодд Вудбрідж Марк Вудфорд       | Томас Карбонелл Марсело Ріос Джейсон Столтенберг Байрон Блек |
| 26 лютого | Comcast U.S. Indoor Філадельфія, PA, США Турнір Series $589,250 – carpet (i) – 32S/16D Одиночний розряд – Парний розряд | Тодд Вудбрідж Марк Вудфорд 7–6, 6–2 | Байрон Блек Грант Коннелл                                                                                   | Тодд Вудбрідж Марк Вудфорд       | Томас Карбонелл Марсело Ріос Джейсон Столтенберг Байрон Блек |
| 26 лютого | Internazionali di Lombardia Мілан, Італія Турнір Series $689,250 – carpet (i) – 32S/16D Одиночний розряд – Парний розряд | Горан Іванишевич 6–3, 7–6(7–3) | Марк Россе                                                                                                  | Євген Кафельников Гі Форже       | Ренцо Фурлан Даніель Вацек Адріан Войня Андрій Медведєв      |
| 26 лютого | Internazionali di Lombardia Мілан, Італія Турнір Series $689,250 – carpet (i) – 32S/16D Одиночний розряд – Парний розряд | Андреа Гауденці Горан Іванишевич 6–4, 7–5 | Гі Форже Якоб Гласек                                                                                        | Євген Кафельников Гі Форже       | Ренцо Фурлан Даніель Вацек Адріан Войня Андрій Медведєв      |

### Березень
| Тиждень    | Турнір | Чемпіони                                      | Фіналісти                             | Півфіналісти                        | Чвертьфіналісти                                                |
| ---------- | --- | --------------------------------------------- | ------------------------------------- | ----------------------------------- | -------------------------------------------------------------- |
| 4 березня  | Franklin Templeton Classic Скоттдейл, AZ, США World Series Тверде – $303,000 – 32S/16D Одиночний розряд – Парний розряд                          | Вейн Феррейра 2–6, 6–3, 6–3                   | Марсело Ріос                          | Альберто Берасатегі Сендон Столл    | Джастін Гімелстоб Річі Ренеберг Альберт Коста Стефан Едберг    |
| 4 березня  | Franklin Templeton Classic Скоттдейл, AZ, США World Series Тверде – $303,000 – 32S/16D Одиночний розряд – Парний розряд                          | Патрік Гелбрайт Рік Ліч 5–7, 7–5, 7–5         | Річі Ренеберг Бретт Стівен            | Альберто Берасатегі Сендон Столл    | Джастін Гімелстоб Річі Ренеберг Альберт Коста Стефан Едберг    |
| 4 березня  | ABN AMRO World Tennis Tournament Роттердам, The Нідерланди World Series $725,000 – carpet (i) – 32S/16D Одиночний розряд – Парний розряд         | Горан Іванишевич 6–4, 3–6, 6–3                | Євген Кафельников                     | Тім Генман Гійом Рау                | Піт Сампрас Седрік Пйолін Марк Россе Мартін Дамм               |
| 4 березня  | ABN AMRO World Tennis Tournament Роттердам, The Нідерланди World Series $725,000 – carpet (i) – 32S/16D Одиночний розряд – Парний розряд         | Девід Адамс Маріус Барнард 6–3, 5–7, 7–6      | Гендрік Ян Давідс Цирил Сук           | Тім Генман Гійом Рау                | Піт Сампрас Седрік Пйолін Марк Россе Мартін Дамм               |
| 4 березня  | Abierto Mexicano Telcel Мексика City, Мексика World Series $305,000 – clay – 32S/16D Одиночний розряд – Парний розряд                            | Томас Мустер 7–6(7–3), 6–2                    | Їржі Новак                            | Франсіско Клавет Фернандо Мелігені  | Алехандро Ернандес Хав'єр Франа Хав'єр Санчес Андреа Гауденці  |
| 4 березня  | Abierto Mexicano Telcel Мексика City, Мексика World Series $305,000 – clay – 32S/16D Одиночний розряд – Парний розряд                            | Доналд Джонсон Франсіско Монтана 6–2, 6–4     | Ніколас Перейра Еміліо Санчес Вікаріо | Франсіско Клавет Фернандо Мелігені  | Алехандро Ернандес Хав'єр Франа Хав'єр Санчес Андреа Гауденці  |
| 11 березня | Copenhagen Open Копенгаген, Данія World Series $203,000 – carpet (i) – 32S/16D Одиночний розряд – Парний розряд                                  | Седрік Пйолін 6–2, 7–6(9–7)                   | Кеннет Карлсен                        | Тім Генман Йохан ван Херк           | Мартін Сіннер Мікаель Тільстрем Філіп Девулф Магнус Густафссон |
| 11 березня | Copenhagen Open Копенгаген, Данія World Series $203,000 – carpet (i) – 32S/16D Одиночний розряд – Парний розряд                                  | Лібор Пімек Байрон Талбот 7–6, 3–6, 6–3       | Вейн Артурс Ендрю Кратцманн           | Тім Генман Йохан ван Херк           | Мартін Сіннер Мікаель Тільстрем Філіп Девулф Магнус Густафссон |
| 11 березня | Newsweek Champions Cup and the State Farm Evert Cup Індіан-Веллс, CA, США Super 9 Тверде – $1,950,000 – 56S/28D Одиночний розряд – Парний розряд | Майкл Чанг 7–5, 6–1, 6–1                      | Паул Гаргейс                          | Горан Іванишевич Марсело Ріос       | Піт Сампрас Карлос Коста Андре Агассі Вейн Феррейра            |
| 11 березня | Newsweek Champions Cup and the State Farm Evert Cup Індіан-Веллс, CA, США Super 9 Тверде – $1,950,000 – 56S/28D Одиночний розряд – Парний розряд | Тодд Вудбрідж Марк Вудфорд 6–3, 6–4           | Браян Макфі Майкл Теббутт             | Горан Іванишевич Марсело Ріос       | Піт Сампрас Карлос Коста Андре Агассі Вейн Феррейра            |
| 18 березня | St. Petersburg Open Санкт-Петербург, Росія World Series $300,000 – carpet (i) – 32S/16D Одиночний розряд – Парний розряд                         | Магнус Густафссон 6–2, 7–6(7–4)               | Євген Кафельников                     | Філіп Девулф Ларс Бургсмюллер       | Джефф Таранго Мікаель Тільстрем Давід Пріносіл Даніель Вацек   |
| 18 березня | St. Petersburg Open Санкт-Петербург, Росія World Series $300,000 – carpet (i) – 32S/16D Одиночний розряд – Парний розряд                         | Євген Кафельников Андрій Ольховський 6–3, 6–4 | Ніклас Культі Петер Нюборґ            | Філіп Девулф Ларс Бургсмюллер       | Джефф Таранго Мікаель Тільстрем Давід Пріносіл Даніель Вацек   |
| 18 березня | Lipton Championships Key Biscayne, FL, США Super 9 Тверде – $2,300,000 – 96S/48D Одиночний розряд – Парний розряд                                | Андре Агассі 3–0 retired                      | Горан Іванишевич                      | Арно Боеч Піт Сампрас               | Джим Кур'є Майкл Джойс Майкл Чанг Вінс Спейдія                 |
| 18 березня | Lipton Championships Key Biscayne, FL, США Super 9 Тверде – $2,300,000 – 96S/48D Одиночний розряд – Парний розряд                                | Тодд Вудбрідж Марк Вудфорд 6–1, 6–3           | Елліс Феррейра Патрік Гелбрайт        | Арно Боеч Піт Сампрас               | Джим Кур'є Майкл Джойс Майкл Чанг Вінс Спейдія                 |
| 25 березня | Grand Prix Hassan II Касабланка, Марокко World Series $203,000 – clay – 32S/16D Одиночний розряд – Парний розряд                                 | Томас Карбонелл 7–5, 1–6, 6–2                 | Гільберт Шаллер                       | Альберто Берасатегі Андрій Чесноков | Річард Фромберг Їржі Новак Маґнус Норман Карлос Моя            |
| 25 березня | Grand Prix Hassan II Касабланка, Марокко World Series $203,000 – clay – 32S/16D Одиночний розряд – Парний розряд                                 | Їржі Новак Давід Рікл 7–6, 6–3                | Томас Карбонелл Франсіско Ройг        | Альберто Берасатегі Андрій Чесноков | Річард Фромберг Їржі Новак Маґнус Норман Карлос Моя            |

### Квітень
| Тиждень   | Турнір | Чемпіони                                                                  | Фіналісти                                                                                                | Півфіналісти                        | Чвертьфіналісти                                                 |
| --------- | --- | ------------------------------------------------------------------------- | --- | ----------------------------------- | --------------------------------------------------------------- |
| 1 квітня  | Davis Cup Quarterfinals Rome, Італія – clay Лімож, Франція – clay (i) Колката, Індія – grass Прага, Чехія – carpet (i)         | Переможці чвертьфіналів Італія 4–1 · Франція 5–0 · Швеція 5–0 · Чехія 3–2 | Переможені у чвертьфіналах Південно-Африканська Республіка · Німеччина · Індія · Сполучені Штати Америки |                                     |                                                                 |
| 8 квітня  | Salem Open Гонконг, Гонконг World Series Тверде – $303,000 – 32S/16D Одиночний розряд – Парний розряд                          | Піт Сампрас 6–4, 3–6, 6–4                                                 | Майкл Чанг                                                                                               | Ян Сімерінк Тодд Вудбрідж           | Давід Пріносіл Мацуока Сюдзо Ріхард Крайчек Мартін Дамм         |
| 8 квітня  | Salem Open Гонконг, Гонконг World Series Тверде – $303,000 – 32S/16D Одиночний розряд – Парний розряд                          | Патрік Гелбрайт Андрій Ольховський 6–3, 6–7, 7–6                          | Кент Кіннієр Дейв Ренделл                                                                                | Ян Сімерінк Тодд Вудбрідж           | Давід Пріносіл Мацуока Сюдзо Ріхард Крайчек Мартін Дамм         |
| 8 квітня  | Estoril Open Оейраш, Португалія World Series $600,000 – clay – 32S/16D Одиночний розряд – Парний розряд                        | Томас Мустер 7–6(7–4), 6–4                                                | Андреа Гауденці                                                                                          | Алекс Корретха Паул Гаргейс         | Франсіско Клавет Карлос Коста Річард Фромберг Томас Карбонелл   |
| 8 квітня  | Estoril Open Оейраш, Португалія World Series $600,000 – clay – 32S/16D Одиночний розряд – Парний розряд                        | Томас Карбонелл Франсіско Ройг 6–3, 6–2                                   | Том Нейссен Грег Ван Ембург                                                                              | Алекс Корретха Паул Гаргейс         | Франсіско Клавет Карлос Коста Річард Фромберг Томас Карбонелл   |
| 8 квітня  | Gold Flake Open New Delhi, Індія World Series Тверде – $405,000 – 32S/16D Одиночний розряд – Парний розряд                     | Томас Енквіст 6–2, 7–6(7–3)                                               | Байрон Блек                                                                                              | Джонатан Старк Алекс Радулеску      | Жан-Філіпп Флер'ян Сендон Столл Крістіано Каратті Жером Гольмар |
| 8 квітня  | Gold Flake Open New Delhi, Індія World Series Тверде – $405,000 – 32S/16D Одиночний розряд – Парний розряд                     | Йонас Бйоркман Ніклас Культі 4–6, 6–4, 6–4                                | Байрон Блек Сендон Столл                                                                                 | Джонатан Старк Алекс Радулеску      | Жан-Філіпп Флер'ян Сендон Столл Крістіано Каратті Жером Гольмар |
| 15 квітня | Trofeo Conde de Godó Барселона, Іспанія Турнір Series $800,000 – clay – 56S/28D Одиночний розряд – Парний розряд               | Томас Мустер 6–3, 4–6, 6–4, 6–1                                           | Марсело Ріос                                                                                             | Карлос Моя Джим Кур'є               | Франсіско Ройг Альберто Берасатегі Магнус Ларссон Тодд Мартін   |
| 15 квітня | Trofeo Conde de Godó Барселона, Іспанія Турнір Series $800,000 – clay – 56S/28D Одиночний розряд – Парний розряд               | Луїс Лобо Хав'єр Санчес 6–1, 6–3                                          | Ніл Брод Піт Норвал                                                                                      | Карлос Моя Джим Кур'є               | Франсіско Ройг Альберто Берасатегі Магнус Ларссон Тодд Мартін   |
| 15 квітня | XL Bermuda Open Бермудські Острови, Бермудські Острови World Series $303,000 – clay – 32S/16D Одиночний розряд – Парний розряд | Малівай Вашингтон 6–7(6–8), 6–4, 7–5                                      | Марсело Філіппіні                                                                                        | Маріано Сабалета Хав'єр Франа       | Білл Беренс Дірк Діер Вінс Спейдія Матс Віландер                |
| 15 квітня | XL Bermuda Open Бермудські Острови, Бермудські Острови World Series $303,000 – clay – 32S/16D Одиночний розряд – Парний розряд | Ян Апелль Брент Гейгарт 3–6, 6–1, 6–3                                     | Пет Кеш Патрік Рафтер                                                                                    | Маріано Сабалета Хав'єр Франа       | Білл Беренс Дірк Діер Вінс Спейдія Матс Віландер                |
| 15 квітня | Відкритий чемпіонат Японії з тенісу Tokyo, Японія Турнір Series Тверде – $935,000 – 56S/28D Одиночний розряд – Парний розряд   | Піт Сампрас 6–4, 7–5                                                      | Річі Ренеберг                                                                                            | Марк Вудфорд Гендрік Дрекманн       | Гі Форже Томас Енквіст Ріхард Крайчек Майкл Чанг                |
| 15 квітня | Відкритий чемпіонат Японії з тенісу Tokyo, Японія Турнір Series Тверде – $935,000 – 56S/28D Одиночний розряд – Парний розряд   | Тодд Вудбрідж Марк Вудфорд 6–2, 6–3                                       | Марк Ноулз Рік Ліч                                                                                       | Марк Вудфорд Гендрік Дрекманн       | Гі Форже Томас Енквіст Ріхард Крайчек Майкл Чанг                |
| 22 квітня | Seoul Open Сеул, Південна Корея World Series Тверде – $203,000 – 32S/16D Одиночний розряд – Парний розряд                      | Байрон Блек 7–6(7–3), 6–3                                                 | Мартін Дамм                                                                                              | Тім Генман Ян Крошлак               | Джанлука Поцці Мацуока Сюдзо Олег Огородов Грег Руседскі        |
| 22 квітня | Seoul Open Сеул, Південна Корея World Series Тверде – $203,000 – 32S/16D Одиночний розряд – Парний розряд                      | Рік Ліч Джонатан Старк 6–4, 6–4                                           | Кент Кіннієр Кевін Ульєтт                                                                                | Тім Генман Ян Крошлак               | Джанлука Поцці Мацуока Сюдзо Олег Огородов Грег Руседскі        |
| 22 квітня | Monte Carlo Open Рокбрюн-Кап-Мартен, Франція Super 9 $1,950,000 – clay – 56S/28D Одиночний розряд – Парний розряд              | Томас Мустер 6–3, 5–7, 4–6, 6–3, 6–2                                      | Альберт Коста                                                                                            | Седрік Пйолін Марсело Ріос          | Шенг Схалкен Карлос Коста Магнус Густафссон Фелікс Мантілья     |
| 22 квітня | Monte Carlo Open Рокбрюн-Кап-Мартен, Франція Super 9 $1,950,000 – clay – 56S/28D Одиночний розряд – Парний розряд              | Елліс Феррейра Ян Сімерінк 2–6, 6–3, 6–2                                  | Йонас Бйоркман Ніклас Культі                                                                             | Седрік Пйолін Марсело Ріос          | Шенг Схалкен Карлос Коста Магнус Густафссон Фелікс Мантілья     |
| 29 квітня | AT&T Challenge Атланта, GA, США World Series $303,000 – clay – 32S/16D Одиночний розряд – Парний розряд                        | Карім Аламі 6–3, 6–4                                                      | Ніклас Культі                                                                                            | Майкл Чанг Річі Ренеберг            | Фернандо Мелігені Хав'єр Франа Вінс Спейдія Браян Шелтон        |
| 29 квітня | AT&T Challenge Атланта, GA, США World Series $303,000 – clay – 32S/16D Одиночний розряд – Парний розряд                        | Хрісто ван Ренсбург Девід Вітон 7–6, 6–2                                  | Білл Беренс Метт Лусена                                                                                  | Майкл Чанг Річі Ренеберг            | Фернандо Мелігені Хав'єр Франа Вінс Спейдія Браян Шелтон        |
| 29 квітня | Skoda Czech Open Прага, Чехія World Series $340,000 – clay – 32S/16D Одиночний розряд – Парний розряд                          | Євген Кафельников 7–5, 1–6, 6–3                                           | Богдан Уліграх                                                                                           | Еміліо Санчес Вікаріо Крістіан Рууд | Альберто Мартін Міхал Табара Даніель Вацек Хав'єр Санчес        |
| 29 квітня | Skoda Czech Open Прага, Чехія World Series $340,000 – clay – 32S/16D Одиночний розряд – Парний розряд                          | Євген Кафельников Даніель Вацек 6–3, 6–7, 6–3                             | Луїс Лобо Хав'єр Санчес                                                                                  | Еміліо Санчес Вікаріо Крістіан Рууд | Альберто Мартін Міхал Табара Даніель Вацек Хав'єр Санчес        |
| 29 квітня | BMW Open Мюнхен, Німеччина World Series $400,000 – clay – 32S/16D Одиночний розряд – Парний розряд                             | Ктіслав Доседель 6–4, 4–6, 6–3                                            | Карлос Моя                                                                                               | Томас Мустер Борис Бекер            | Марк Філіппуссіс Горан Іванишевич Ернан Гумі Бернд Карбахер     |
| 29 квітня | BMW Open Мюнхен, Німеччина World Series $400,000 – clay – 32S/16D Одиночний розряд – Парний розряд                             | Лен Бейл Стефен Нотебом 4–6, 7–6, 6–4                                     | Олів'є Делетр Дієго Наргісо                                                                              | Томас Мустер Борис Бекер            | Марк Філіппуссіс Горан Іванишевич Ернан Гумі Бернд Карбахер     |

### Травень
| Тиждень            | Турнір | Чемпіони                                    | Фіналісти                     | Півфіналісти                     | Чвертьфіналісти                                            |
| ------------------ | --- | ------------------------------------------- | ----------------------------- | -------------------------------- | ---------------------------------------------------------- |
| 6 травня           | Panasonic German Open Гамбург, Німеччина Super 9 $1,950,000 – clay – 56S/28D Одиночний розряд – Парний розряд                          | Роберто Карретеро 2–6, 6–4, 6–4, 6–4        | Алекс Корретха                | Євген Кафельников Марсело Ріос   | Гільберт Шаллер Серхі Бругера Вейн Феррейра Магнус Ларссон |
| 6 травня           | Panasonic German Open Гамбург, Німеччина Super 9 $1,950,000 – clay – 56S/28D Одиночний розряд – Парний розряд                          | Марк Ноулз Деніел Нестор 6–2, 6–4           | Гі Форже Якоб Гласек          | Євген Кафельников Марсело Ріос   | Гільберт Шаллер Серхі Бругера Вейн Феррейра Магнус Ларссон |
| 6 травня           | U.S. Men's Clay Court Championships Пайнгерст, NC, США World Series $264,250 – clay – 32S/16D Одиночний розряд – Парний розряд         | Фернандо Мелігені 6–4, 6–2                  | Матс Віландер                 | Хав'єр Франа Джейсон Столтенберг | Вінс Спейдія Йонас Бйоркман Річі Ренеберг Патрік Рафтер    |
| 6 травня           | U.S. Men's Clay Court Championships Пайнгерст, NC, США World Series $264,250 – clay – 32S/16D Одиночний розряд – Парний розряд         | Пет Кеш Патрік Рафтер 6–2, 6–3              | Кен Флек Девід Вітон          | Хав'єр Франа Джейсон Столтенберг | Вінс Спейдія Йонас Бйоркман Річі Ренеберг Патрік Рафтер    |
| 13 травня          | Internazionali d'Italia Rome, Італія Super 9 $1,950,000 – clay – 64S/32D Одиночний розряд – Парний розряд                              | Томас Мустер 6–2, 6–4, 3–6, 6–3             | Ріхард Крайчек                | Альберт Коста Вейн Феррейра      | Марсело Ріос Андреа Гауденці Андрій Медведєв Стефан Едберг |
| 13 травня          | Internazionali d'Italia Rome, Італія Super 9 $1,950,000 – clay – 64S/32D Одиночний розряд – Парний розряд                              | Байрон Блек Грант Коннелл 6–2, 6–3          | Лібор Пімек Байрон Талбот     | Альберт Коста Вейн Феррейра      | Марсело Ріос Андреа Гауденці Андрій Медведєв Стефан Едберг |
| 13 травня          | International Tennis Championships Корал-Спрінгс, FL, США World Series $245,000 – clay – 32S/16D Одиночний розряд – Парний розряд      | Джейсон Столтенберг 7–6(7–4), 2–6, 7–5      | Кріс Вудруфф                  | Хав'єр Франа Магнус Густафссон   | Річард Фромберг Майкл Теббутт Вінс Спейдія Сендон Столл    |
| 13 травня          | International Tennis Championships Корал-Спрінгс, FL, США World Series $245,000 – clay – 32S/16D Одиночний розряд – Парний розряд      | Тодд Вудбрідж Марк Вудфорд 6–3, 6–3         | Іван Бейрон Бретт Гансен-Дент | Хав'єр Франа Магнус Густафссон   | Річард Фромберг Майкл Теббутт Вінс Спейдія Сендон Столл    |
| 20 травня          | St. Pölten Open Санкт-Пельтен, Австрія World Series $400,000 – clay – 32S/16D Одиночний розряд – Парний розряд                         | Марсело Ріос 6–2, 6–4                       | Фелікс Мантілья               | Андреа Гауденці Ктіслав Доседель | Томас Мустер Кеннет Карлсен Стефан Едберг Франсіско Клавет |
| 20 травня          | St. Pölten Open Санкт-Пельтен, Австрія World Series $400,000 – clay – 32S/16D Одиночний розряд – Парний розряд                         | Ктіслав Доседель Павел Візнер 6–7, 6–4, 6–3 | Девід Адамс Менно Остінг      | Андреа Гауденці Ктіслав Доседель | Томас Мустер Кеннет Карлсен Стефан Едберг Франсіско Клавет |
| 20 травня          | World Team Cup Дюссельдорф, Німеччина – clay                                                                                           | Швейцарія 2–1                               | Чехія                         |                                  |                                                            |
| 27 травня 3 червня | Відкритий чемпіонат Франції з тенісу Paris, Франція Grand Slam $5,125,107 – clay – 128S/64D/32X Одиночний розряд – Парний розряд Мікст | Євген Кафельников 7–6(7–4), 7–5, 7–6(7–4)   | Міхаель Штіх                  | Піт Сампрас Марк Россе           | Джим Кур'є Ріхард Крайчек Бернд Карбахер Седрік Пйолін     |
| 27 травня 3 червня | Відкритий чемпіонат Франції з тенісу Paris, Франція Grand Slam $5,125,107 – clay – 128S/64D/32X Одиночний розряд – Парний розряд Мікст | Євген Кафельников Даніель Вацек 6–2, 6–3    | Гі Форже Якоб Гласек          | Піт Сампрас Марк Россе           | Джим Кур'є Ріхард Крайчек Бернд Карбахер Седрік Пйолін     |
| 27 травня 3 червня | Відкритий чемпіонат Франції з тенісу Paris, Франція Grand Slam $5,125,107 – clay – 128S/64D/32X Одиночний розряд – Парний розряд Мікст | Патрісія Тарабіні Хав'єр Франа 6–2, 6–2     | Ніколь Арендт Люк Єнсен       | Піт Сампрас Марк Россе           | Джим Кур'є Ріхард Крайчек Бернд Карбахер Седрік Пйолін     |

### Червень
| Тиждень           | Турнір | Чемпіони                                      | Фіналісти                            | Півфіналісти                    | Чвертьфіналісти                                                    |
| ----------------- | --- | --------------------------------------------- | ------------------------------------ | ------------------------------- | ------------------------------------------------------------------ |
| 10 червня         | Continental Championships and the Wilkinson Lady Championships Росмален, The Нідерланди World Series $475,000 – grass – 32S/16D Одиночний розряд – Парний розряд | Річі Ренеберг 6–4, 6–0                        | Стефан Сіміан                        | Паул Гаргейс Йонас Бйоркман     | Леандер Паес Ріхард Крайчек Ян Сімерінк Фредерік Феттерлейн        |
| 10 червня         | Continental Championships and the Wilkinson Lady Championships Росмален, The Нідерланди World Series $475,000 – grass – 32S/16D Одиночний розряд – Парний розряд | Пол Кілдеррі Павел Візнер 7–5, 6–3            | Андерс Яррід Деніел Нестор           | Паул Гаргейс Йонас Бйоркман     | Леандер Паес Ріхард Крайчек Ян Сімерінк Фредерік Феттерлейн        |
| 10 червня         | Oporto Open Порту, Португалія World Series $400,000 – clay – 32S/16D Одиночний розряд – Парний розряд                                                            | Фелікс Мантілья 6–7(5–7), 6–4, 6–3            | Ернан Гумі                           | Карлос Моя Крістіан Рууд        | Йохан ван Херк Томас Карбонелл Стефано Пескосолідо Річард Фромберг |
| 10 червня         | Oporto Open Порту, Португалія World Series $400,000 – clay – 32S/16D Одиночний розряд – Парний розряд                                                            | Емануел Коуту Бернардо Мота 4–6, 6–4, 6–4     | Джошуа Ігл Ендрю Флорент             | Карлос Моя Крістіан Рууд        | Йохан ван Херк Томас Карбонелл Стефано Пескосолідо Річард Фромберг |
| 10 червня         | Stella Artois Championships London, Great Britain World Series $675,000 – grass – 32S/16D Одиночний розряд – Парний розряд                                       | Борис Бекер 6–4, 7–6(7–3)                     | Стефан Едберг                        | Томас Мустер Вейн Феррейра      | Марк Вудфорд Тодд Мартін Міхаель Штіх Патрік Рафтер                |
| 10 червня         | Stella Artois Championships London, Great Britain World Series $675,000 – grass – 32S/16D Одиночний розряд – Парний розряд                                       | Тодд Вудбрідж Марк Вудфорд 6–3, 7–6           | Себастьян Ларо Алекс О'Браєн         | Томас Мустер Вейн Феррейра      | Марк Вудфорд Тодд Мартін Міхаель Штіх Патрік Рафтер                |
| 17 червня         | Internazionali di Carisbo Болонья, Італія World Series $303,000 – clay – 32S/16D Одиночний розряд – Парний розряд                                                | Альберто Берасатегі 6–3, 6–4                  | Карлос Коста                         | Богдан Уліграх Франсіско Клавет | Джимі Шиманскі Хав'єр Санчес Андрій Чесноков Карім Аламі           |
| 17 червня         | Internazionali di Carisbo Болонья, Італія World Series $303,000 – clay – 32S/16D Одиночний розряд – Парний розряд                                                | Брент Гейгарт Хрісто ван Ренсбург 6–1, 6–4    | Карім Аламі Габор Кевеш              | Богдан Уліграх Франсіско Клавет | Джимі Шиманскі Хав'єр Санчес Андрій Чесноков Карім Аламі           |
| 17 червня         | Gerry Weber Open Галле, Німеччина World Series $875,000 – grass – 32S/16D Одиночний розряд – Парний розряд                                                       | Ніклас Культі 6–7(5–7), 6–3, 6–4              | Євген Кафельников                    | Річі Ренеберг Даніель Вацек     | Бретт Стівен Джим Кур'є Магнус Густафссон Магнус Ларссон           |
| 17 червня         | Gerry Weber Open Галле, Німеччина World Series $875,000 – grass – 32S/16D Одиночний розряд – Парний розряд                                                       | Байрон Блек Грант Коннелл 6–1, 7–5            | Євген Кафельников Даніель Вацек      | Річі Ренеберг Даніель Вацек     | Бретт Стівен Джим Кур'є Магнус Густафссон Магнус Ларссон           |
| 17 червня         | Nottingham Open Ноттінгем, Great Britain World Series $303,000 – grass – 32S/16D Одиночний розряд – Парний розряд                                                | Ян Сімерінк 6–3, 7–6(7–0)                     | Сендон Столл                         | Тодд Вудбрідж Грег Руседскі     | Марк Петчі Вінс Спейдія Тім Генман Мацуока Сюдзо                   |
| 17 червня         | Nottingham Open Ноттінгем, Great Britain World Series $303,000 – grass – 32S/16D Одиночний розряд – Парний розряд                                                | Марк Петчі Денні Сепсфорд 6–7, 7–6, 6–4       | Ніл Брод Піт Норвал                  | Тодд Вудбрідж Грег Руседскі     | Марк Петчі Вінс Спейдія Тім Генман Мацуока Сюдзо                   |
| 24 червня 1 липня | Вімблдонський турнір London, Great Britain Grand Slam $4,736,161 – grass – 128S/64D/32X Одиночний розряд – Парний розряд Мікст                                   | Ріхард Крайчек 6–3, 6–4, 6–3                  | Малівай Вашингтон                    | Джейсон Столтенберг Тодд Мартін | Піт Сампрас Горан Іванишевич Тім Генман Алекс Радулеску            |
| 24 червня 1 липня | Вімблдонський турнір London, Great Britain Grand Slam $4,736,161 – grass – 128S/64D/32X Одиночний розряд – Парний розряд Мікст                                   | Марк Вудфорд Тодд Вудбрідж 4–6, 6–1, 6–3, 6–2 | Байрон Блек Грант Коннелл            | Джейсон Столтенберг Тодд Мартін | Піт Сампрас Горан Іванишевич Тім Генман Алекс Радулеску            |
| 24 червня 1 липня | Вімблдонський турнір London, Great Britain Grand Slam $4,736,161 – grass – 128S/64D/32X Одиночний розряд – Парний розряд Мікст                                   | Гелена Сукова Цирил Сук 1–6, 6–3, 6–2         | Лариса Савченко-Нейланд Марк Вудфорд | Джейсон Столтенберг Тодд Мартін | Піт Сампрас Горан Іванишевич Тім Генман Алекс Радулеску            |

### Липень
| Тиждень  | Турнір | Чемпіони                                       | Фіналісти                        | Півфіналісти                                | Чвертьфіналісти                                                       |                                                                       |
| -------- | --- | ---------------------------------------------- | -------------------------------- | ------------------------------------------- | --------------------------------------------------------------------- | --------------------------------------------------------------------- |
| 8 липня  | Allianz Suisse Open Gstaad Gstaad, Швейцарія World Series $525,000 – clay – 32S/16D Одиночний розряд – Парний розряд          | Альберт Коста 4–6, 7–6(7–2), 6–1, 6–0          | Фелікс Мантілья                  | Євген Кафельников Богдан Уліграх            | Франсіско Клавет Ренцо Фурлан Серхі Бругера Альберто Берасатегі       |                                                                       |
| 8 липня  | Allianz Suisse Open Gstaad Gstaad, Швейцарія World Series $525,000 – clay – 32S/16D Одиночний розряд – Парний розряд          | Їржі Новак Павел Візнер 4–6, 7–6, 7–6          | Тревор Кронеманн Девід Макферсон | Євген Кафельников Богдан Уліграх            | Франсіско Клавет Ренцо Фурлан Серхі Бругера Альберто Берасатегі       |                                                                       |
| 8 липня  | Hall of Fame Tennis Championships Ньюпорт, RI, США World Series $230,000 – grass – 32S/16D Одиночний розряд – Парний розряд   | Ніколас Перейра 4–6, 6–4, 6–4                  | Грант Стеффорд                   | Леандер Паес Деніел Нестор                  | Байрон Блек Андрій Ольховський Маркос Ондруска Девід Нейнкін          |                                                                       |
| 8 липня  | Hall of Fame Tennis Championships Ньюпорт, RI, США World Series $230,000 – grass – 32S/16D Одиночний розряд – Парний розряд   | Маріус Барнард Піт Норвал 6–7, 6–4, 6–4        | Пол Кілдеррі Майкл Теббутт       | Леандер Паес Деніел Нестор                  | Байрон Блек Андрій Ольховський Маркос Ондруска Девід Нейнкін          |                                                                       |
| 8 липня  | Investor Swedish Open Бостад, Швеція World Series $303,000 – clay – 32S/16D Одиночний розряд – Парний розряд                  | Магнус Густафссон 6–1, 6–3                     | Андрій Медведєв                  | Стефан Едберг Карлос Коста                  | Томас Юганссон Томас Карбонелл Гало Бланко Магнус Ларссон             | Томас Юганссон Томас Карбонелл Гало Бланко Магнус Ларссон             |
| 8 липня  | Investor Swedish Open Бостад, Швеція World Series $303,000 – clay – 32S/16D Одиночний розряд – Парний розряд                  | Давід Екерот Джефф Таранго 6–4, 3–6, 6–4       | Джошуа Ігл Петер Нюборґ          | Стефан Едберг Карлос Коста                  | Томас Юганссон Томас Карбонелл Гало Бланко Магнус Ларссон             | Томас Юганссон Томас Карбонелл Гало Бланко Магнус Ларссон             |
| 15 липня | Mercedes Cup Штутгарт, Німеччина Турнір Series $915,000 – clay – 48S/24D Одиночний розряд – Парний розряд                     | Томас Мустер 6–2, 6–2, 6–4                     | Євген Кафельников                | Альберто Берасатегі Алекс Корретха          | Франсіско Клавет Марк-Кевін Гелльнер Олександр Волков Фелікс Мантілья | Франсіско Клавет Марк-Кевін Гелльнер Олександр Волков Фелікс Мантілья |
| 15 липня | Mercedes Cup Штутгарт, Німеччина Турнір Series $915,000 – clay – 48S/24D Одиночний розряд – Парний розряд                     | Лібор Пімек Байрон Талбот 6–2, 5–7, 6–4        | Томас Карбонелл Франсіско Ройг   | Альберто Берасатегі Алекс Корретха          | Франсіско Клавет Марк-Кевін Гелльнер Олександр Волков Фелікс Мантілья | Франсіско Клавет Марк-Кевін Гелльнер Олександр Волков Фелікс Мантілья |
| 15 липня | Legg Mason Tennis Classic Washington, D.C., United Турнір Series Тверде – $550,000 – 56S/28D Одиночний розряд – Парний розряд | Майкл Чанг 6–2, 6–4                            | Вейн Феррейра                    | Ренцо Фурлан Кеннет Карлсен                 | Патрік Рафтер Річі Ренеберг Невілл Годвін Паул Гаргейс                | Патрік Рафтер Річі Ренеберг Невілл Годвін Паул Гаргейс                |
| 15 липня | Legg Mason Tennis Classic Washington, D.C., United Турнір Series Тверде – $550,000 – 56S/28D Одиночний розряд – Парний розряд | Грант Коннелл Скотт Девіс 7–6, 3–6, 6–3        | Даг Флек Кріс Вудруфф            | Ренцо Фурлан Кеннет Карлсен                 | Патрік Рафтер Річі Ренеберг Невілл Годвін Паул Гаргейс                | Патрік Рафтер Річі Ренеберг Невілл Годвін Паул Гаргейс                |
| 22 липня | Теніс на літніх Олімпійських іграх Атланта, GA, США Olympics Тверде Одиночний розряд – Парний розряд                          | Золото Андре Агассі 6–2, 6–3, 6–1              | Срібло Серхі Бругера             | Бронза Леандер Паес Фернандо Мелігені       | Вейн Феррейра Ренцо Фурлан Малівай Вашингтон Андрій Ольховський       |                                                                       |
| 22 липня | Теніс на літніх Олімпійських іграх Атланта, GA, США Olympics Тверде Одиночний розряд – Парний розряд                          | Марк Вудфорд Тодд Вудбрідж 6–4, 6–4, 6–2       | Ніл Брод Тім Генман              | Бронза Леандер Паес Фернандо Мелігені       | Вейн Феррейра Ренцо Фурлан Малівай Вашингтон Андрій Ольховський       |                                                                       |
| 22 липня | EA Generali Open Кіцбюель, Австрія World Series $400,000 – clay – 48S/24D Одиночний розряд – Парний розряд                    | Альберто Берасатегі 6–2, 6–4, 6–4              | Алекс Корретха                   | Еміліо Бенфеле Альварес Хуан Альберт Вілока | Томас Мустер Франко Скілларі Філіп Девулф Ніколас Кіфер               |                                                                       |
| 22 липня | EA Generali Open Кіцбюель, Австрія World Series $400,000 – clay – 48S/24D Одиночний розряд – Парний розряд                    | Лібор Пімек Байрон Талбот 7–6, 6–3             | Девід Адамс Менно Остінг         | Еміліо Бенфеле Альварес Хуан Альберт Вілока | Томас Мустер Франко Скілларі Філіп Девулф Ніколас Кіфер               |                                                                       |
| 29 липня | Dutch Open Амстердам, The Нідерланди World Series $475,000 – clay – 32S/16D Одиночний розряд – Парний розряд                  | Франсіско Клавет 7–5, 6–1, 6–1                 | Юнес Ель-Айнауї                  | Адріан Войня Денніс ван Схеппінген          | Ктіслав Доседель Фелікс Мантілья Карлос Моя Ернан Гумі                | Ктіслав Доседель Фелікс Мантілья Карлос Моя Ернан Гумі                |
| 29 липня | Dutch Open Амстердам, The Нідерланди World Series $475,000 – clay – 32S/16D Одиночний розряд – Парний розряд                  | Доналд Джонсон Франсіско Монтана 6–4, 3–6, 6–2 | Рікард Берг Джек Вейт            | Адріан Войня Денніс ван Схеппінген          | Ктіслав Доседель Фелікс Мантілья Карлос Моя Ернан Гумі                | Ктіслав Доседель Фелікс Мантілья Карлос Моя Ернан Гумі                |
| 29 липня | Infiniti Open Los Angeles, CA, США World Series Тверде – $303,000 – 32S/16D Одиночний розряд – Парний розряд                  | Майкл Чанг 6–4, 6–3                            | Ріхард Крайчек                   | Стефан Едберг Сендон Столл                  | Стефано Пескосолідо Скотт Дрейпер Алекс О'Браєн Йонас Бйоркман        | Стефано Пескосолідо Скотт Дрейпер Алекс О'Браєн Йонас Бйоркман        |
| 29 липня | Infiniti Open Los Angeles, CA, США World Series Тверде – $303,000 – 32S/16D Одиночний розряд – Парний розряд                  | Маріус Барнард Піт Норвал 7–5, 6–2             | Йонас Бйоркман Ніклас Культі     | Стефан Едберг Сендон Столл                  | Стефано Пескосолідо Скотт Дрейпер Алекс О'Браєн Йонас Бйоркман        | Стефано Пескосолідо Скотт Дрейпер Алекс О'Браєн Йонас Бйоркман        |

### Серпень
| Тиждень             | Турнір | Чемпіони                                 | Фіналісти                         | Півфіналісти                     | Чвертьфіналісти                                              |
| ------------------- | --- | ---------------------------------------- | --------------------------------- | -------------------------------- | ------------------------------------------------------------ |
| 5 серпня            | San Marino Open Сан-Марино, Сан-Марино World Series $275,000 – clay – 32S/16D Одиночний розряд – Парний розряд                                       | Альберт Коста 7–6(9–7), 6–3              | Фелікс Мантілья                   | Марсело Чарпентьєр Хав'єр Санчес | Адріан Войня Гільберт Шаллер Крістіан Рууд Ктіслав Доседель  |
| 5 серпня            | San Marino Open Сан-Марино, Сан-Марино World Series $275,000 – clay – 32S/16D Одиночний розряд – Парний розряд                                       | Пабло Альбано Лукас Арнольд Кер 6–1, 6–3 | Маріано Худ Себастьян Прієто      | Марсело Чарпентьєр Хав'єр Санчес | Адріан Войня Гільберт Шаллер Крістіан Рууд Ктіслав Доседель  |
| 5 серпня            | Great American Insurance ATP Championships Мейсон, OH, США Super 9 Тверде – $1,950,000 – 56S/28D Одиночний розряд – Парний розряд                    | Андре Агассі 7–6(7–4), 6–4               | Майкл Чанг                        | Томас Енквіст Томас Мустер       | Піт Сампрас Горан Іванишевич Євген Кафельников Вейн Феррейра |
| 5 серпня            | Great American Insurance ATP Championships Мейсон, OH, США Super 9 Тверде – $1,950,000 – 56S/28D Одиночний розряд – Парний розряд                    | Марк Ноулз Деніел Нестор 3–6, 6–3, 6–4   | Сендон Столл Цирил Сук            | Томас Енквіст Томас Мустер       | Піт Сампрас Горан Іванишевич Євген Кафельников Вейн Феррейра |
| 12 серпня           | RCA Championships Індіанаполіс, IN, USA Турнір Series Тверде – $915,000 – 56S/28D Одиночний розряд – Парний розряд                                   | Піт Сампрас 7–6(7–3), 7–5                | Горан Іванишевич                  | Богдан Уліграх Тодд Мартін       | Томмі Гаас Алекс Корретха Томас Енквіст Ліонель Ру           |
| 12 серпня           | RCA Championships Індіанаполіс, IN, USA Турнір Series Тверде – $915,000 – 56S/28D Одиночний розряд – Парний розряд                                   | Джим Грабб Річі Ренеберг 7–6, 4–6, 6–4   | Петр Корда Цирил Сук              | Богдан Уліграх Тодд Мартін       | Томмі Гаас Алекс Корретха Томас Енквіст Ліонель Ру           |
| 12 серпня           | Volvo International Нью-Гейвен (Коннектикут), CT, США Турнір Series Тверде – $915,000 – 56S/28D Одиночний розряд – Парний розряд                     | Алекс О'Браєн 7–6(8–6), 6–4              | Ян Сімерінк                       | Марк Філіппуссіс Вейн Феррейра   | Євген Кафельников Марк Россе Даніель Вацек Ріхард Крайчек    |
| 12 серпня           | Volvo International Нью-Гейвен (Коннектикут), CT, США Турнір Series Тверде – $915,000 – 56S/28D Одиночний розряд – Парний розряд                     | Байрон Блек Грант Коннелл 6–4, 6–4       | Йонас Бйоркман Ніклас Культі      | Марк Філіппуссіс Вейн Феррейра   | Євген Кафельников Марк Россе Даніель Вацек Ріхард Крайчек    |
| 12 серпня           | Croatia Open Umag Умаг, Хорватія World Series $375,000 – clay – 32S/16D Одиночний розряд – Парний розряд                                             | Карлос Моя 6–0, 7–6(7–4)                 | Фелікс Мантілья                   | Ктіслав Доседель Крістіан Рууд   | Альберт Коста Гільберт Шаллер Маркос Горріс Густаво Куертен  |
| 12 серпня           | Croatia Open Umag Умаг, Хорватія World Series $375,000 – clay – 32S/16D Одиночний розряд – Парний розряд                                             | Пабло Альбано Луїс Лобо 6–4, 6–1         | Гірт Дзелде Удо Пламберґер        | Ктіслав Доседель Крістіан Рууд   | Альберт Коста Гільберт Шаллер Маркос Горріс Густаво Куертен  |
| 19 серпня           | Waldbaum's Hamlet Cup Лонг-Айленд, NY, США World Series Тверде – $225,000 – 32S/16D Одиночний розряд – Парний розряд                                 | Андрій Медведєв 7–5, 6–3                 | Мартін Дамм                       | Кароль Кучера Адріан Войня       | Майкл Чанг Джонатан Старк Майкл Джойс Томас Юганссон         |
| 19 серпня           | Waldbaum's Hamlet Cup Лонг-Айленд, NY, США World Series Тверде – $225,000 – 32S/16D Одиночний розряд – Парний розряд                                 | Люк Єнсен Мерфі Єнсен 6–3, 7–6           | Гендрік Дрекманн Олександр Волков | Кароль Кучера Адріан Войня       | Майкл Чанг Джонатан Старк Майкл Джойс Томас Юганссон         |
| 19 серпня           | Du Maurier Open Торонто, Канада Super 9 Тверде – $1,750,000 – 56S/28D Одиночний розряд – Парний розряд                                               | Вейн Феррейра 6–2, 6–4                   | Тодд Вудбрідж                     | Марсело Ріос Тодд Мартін         | Марк Філіппуссіс Патрік Рафтер Томас Енквіст Алекс О'Браєн   |
| 19 серпня           | Du Maurier Open Торонто, Канада Super 9 Тверде – $1,750,000 – 56S/28D Одиночний розряд – Парний розряд                                               | Патрік Гелбрайт Паул Гаргейс 6–3, 7–5    | Марк Ноулз Деніел Нестор          | Марсело Ріос Тодд Мартін         | Марк Філіппуссіс Патрік Рафтер Томас Енквіст Алекс О'Браєн   |
| 26 серпня 2 вересня | Відкритий чемпіонат США з тенісу New York City, NY, США Турніри Великого шлему Тверде – $4,806,000 – 128S/64D Одиночний розряд – Парний розряд Мікст | Піт Сампрас 6–1, 6–4, 7–6(7–3)           | Майкл Чанг                        | Горан Іванишевич Андре Агассі    | Алекс Корретха Стефан Едберг Томас Мустер Хав'єр Санчес      |
| 26 серпня 2 вересня | Відкритий чемпіонат США з тенісу New York City, NY, США Турніри Великого шлему Тверде – $4,806,000 – 128S/64D Одиночний розряд – Парний розряд Мікст | Марк Вудфорд Тодд Вудбрідж 4–6, 7–6, 7–6 | Якко Елтінг Паул Гаргейс          | Горан Іванишевич Андре Агассі    | Алекс Корретха Стефан Едберг Томас Мустер Хав'єр Санчес      |
| 26 серпня 2 вересня | Відкритий чемпіонат США з тенісу New York City, NY, США Турніри Великого шлему Тверде – $4,806,000 – 128S/64D Одиночний розряд – Парний розряд Мікст | Ліза Реймонд Патрік Гелбрайт 7–6, 7–6    | Манон Боллеграф Рік Ліч           | Горан Іванишевич Андре Агассі    | Алекс Корретха Стефан Едберг Томас Мустер Хав'єр Санчес      |

### Вересень
| Тиждень    | Турнір | Чемпіони                                      | Фіналісти                              | Півфіналісти                      | Чвертьфіналісти                                                |
| ---------- | --- | --------------------------------------------- | -------------------------------------- | --------------------------------- | -------------------------------------------------------------- |
| 9 вересня  | Bogotá Open Богота, Колумбія World Series $303,000 – clay – 32S/16D Одиночний розряд – Парний розряд                         | Томас Мустер 6–7(6–8), 6–2, 6–3               | Ніколас Лапентті                       | Лукас Арнольд Кер Маурісіо Хадад  | Рамон Дельгадо Еял Ран Алехандро Ернандес Шенг Схалкен         |
| 9 вересня  | Bogotá Open Богота, Колумбія World Series $303,000 – clay – 32S/16D Одиночний розряд – Парний розряд                         | Ніколас Перейра Давід Рікл 6–3, 7–6           | Пабло Кампана Ніколас Лапентті         | Лукас Арнольд Кер Маурісіо Хадад  | Рамон Дельгадо Еял Ран Алехандро Ернандес Шенг Схалкен         |
| 9 вересня  | Romanian Open Бухарест, Румунія World Series $475,000 – clay – 32S/16D Одиночний розряд – Парний розряд                      | Альберто Берасатегі 6–1, 7–6(7–5)             | Карлос Моя                             | Крістіан Рууд Андрей Павел        | Діну Пескаріу Йонуц Молдован Франсіско Клавет Їржі Новак       |
| 9 вересня  | Romanian Open Бухарест, Румунія World Series $475,000 – clay – 32S/16D Одиночний розряд – Парний розряд                      | Давід Екерот Джефф Таранго 7–6, 7–6           | Девід Адамс Менно Остінг               | Крістіан Рууд Андрей Павел        | Діну Пескаріу Йонуц Молдован Франсіско Клавет Їржі Новак       |
| 9 вересня  | Bournemouth International Борнмут, Great Britain World Series $375,000 – clay – 32S/16D Одиночний розряд – Парний розряд     | Альберт Коста 6–7(4–7), 6–2, 6–2              | Марк-Кевін Гелльнер                    | Маґнус Норман Джейсон Столтенберг | Денні Сепсфорд Серхі Бругера Грег Руседскі Маріано Сабалета    |
| 9 вересня  | Bournemouth International Борнмут, Great Britain World Series $375,000 – clay – 32S/16D Одиночний розряд – Парний розряд     | Марк-Кевін Гелльнер Грег Руседскі 6–3, 7–6    | Родольф Жільбер Нуно Маркес            | Маґнус Норман Джейсон Столтенберг | Денні Сепсфорд Серхі Бругера Грег Руседскі Маріано Сабалета    |
| 16 вересня | Davis Cup Semifinals Нант, Франція – carpet (i) Прага, Чехія – carpet (i)                                                    | Переможці півфіналів Франція 3–2 · Швеція 4–1 | Переможені у півфіналах Італія · Чехія |                                   |                                                                |
| 23 вересня | Davidoff Swiss Indoors Базель, Швейцарія World Series Тверде (i) – $975,000 – 32S/16D Одиночний розряд – Парний розряд       | Піт Сампрас 7–5, 6–2, 6–0                     | Гендрік Дрекманн                       | Євген Кафельников Їржі Новак      | Мікаель Тільстрем Марк-Кевін Гелльнер Олів'є Делетр Петр Корда |
| 23 вересня | Davidoff Swiss Indoors Базель, Швейцарія World Series Тверде (i) – $975,000 – 32S/16D Одиночний розряд – Парний розряд       | Євген Кафельников Даніель Вацек 6–3, 6–4      | Девід Адамс Менно Остінг               | Євген Кафельников Їржі Новак      | Мікаель Тільстрем Марк-Кевін Гелльнер Олів'є Делетр Петр Корда |
| 23 вересня | Campionati Internazionali di Sicilia Палермо, Італія World Series $303,000 – clay – 32S/16D Одиночний розряд – Парний розряд | Карім Аламі 7–5, 2–1 retired                  | Адріан Войня                           | Йохан ван Херк Марціо Мартеллі    | Хішам Аразі Алекс Корретха Франсіско Клавет Хорді Бурільйо     |
| 23 вересня | Campionati Internazionali di Sicilia Палермо, Італія World Series $303,000 – clay – 32S/16D Одиночний розряд – Парний розряд | Ендрю Кратцманн Маркос Ондруска 7–6, 6–4      | Крістіан Бранді Еміліо Санчес Вікаріо  | Йохан ван Херк Марціо Мартеллі    | Хішам Аразі Алекс Корретха Франсіско Клавет Хорді Бурільйо     |
| 30 вересня | Singapore Open Сінгапур, Сінгапур World Series $389,250 Одиночний розряд – Парний розряд                                     | Джонатан Старк 6–4, 6–4                       | Майкл Чанг                             | Грег Руседскі Томас Юганссон      | Хав'єр Франа Андрій Ольховський Мартін Сіннер Ріхард Крайчек   |
| 30 вересня | Singapore Open Сінгапур, Сінгапур World Series $389,250 Одиночний розряд – Парний розряд                                     | Марк Вудфорд Тодд Вудбрідж 7–6, 7–6           | Мартін Дамм Андрій Ольховський         | Грег Руседскі Томас Юганссон      | Хав'єр Франа Андрій Ольховський Мартін Сіннер Ріхард Крайчек   |
| 30 вересня | Grand Prix de Tennis de Lyon Ліон, Франція World Series $725,000 – carpet (i) – 32S/16D Одиночний розряд – Парний розряд     | Євген Кафельников 7–5, 6–3                    | Арно Боеч                              | Томас Енквіст Тім Генман          | Ліонель Ру Марсело Ріос Кароль Кучера Магнус Густафссон        |
| 30 вересня | Grand Prix de Tennis de Lyon Ліон, Франція World Series $725,000 – carpet (i) – 32S/16D Одиночний розряд – Парний розряд     | Джим Грабб Річі Ренеберг 6–2, 6–1             | Ніл Брод Піт Норвал                    | Томас Енквіст Тім Генман          | Ліонель Ру Марсело Ріос Кароль Кучера Магнус Густафссон        |
| 30 вересня | Marbella Open Марбелья, Іспанія World Series $303,000 – clay – 32S/16D Одиночний розряд – Парний розряд                      | Марк-Кевін Гелльнер 7–6(7–4), 7–6(7–2)        | Алекс Корретха                         | Бернд Карбахер Фелікс Мантілья    | Маркос Горріс Марсело Філіппіні Фернандо Вісенте Крістіан Рууд |
| 30 вересня | Marbella Open Марбелья, Іспанія World Series $303,000 – clay – 32S/16D Одиночний розряд – Парний розряд                      | Ендрю Кратцманн Джек Вейт 6–7, 6–3, 6–4       | Пабло Альбано Лукас Арнольд Кер        | Бернд Карбахер Фелікс Мантілья    | Маркос Горріс Марсело Філіппіні Фернандо Вісенте Крістіан Рууд |

### Жовтень
| Тиждень   | Турнір | Чемпіони                                   | Фіналісти                       | Півфіналісти                    | Чвертьфіналісти                                              |
| --------- | --- | ------------------------------------------ | ------------------------------- | ------------------------------- | ------------------------------------------------------------ |
| 7 жовтня  | CA-TennisTrophy Відень, Австрія Турнір Series $675,000 – carpet (i) – 32S/16D Одиночний розряд – Парний розряд                   | Борис Бекер 6–4, 6–7(7–9), 6–2, 6–3        | Ян Сімерінк                     | Арно Боеч Тодд Мартін           | Стефан Едберг Євген Кафельников Марк Россе Горан Іванишевич  |
| 7 жовтня  | CA-TennisTrophy Відень, Австрія Турнір Series $675,000 – carpet (i) – 32S/16D Одиночний розряд – Парний розряд                   | Євген Кафельников Даніель Вацек 7–6, 6–4   | Менно Остінг Павел Візнер       | Арно Боеч Тодд Мартін           | Стефан Едберг Євген Кафельников Марк Россе Горан Іванишевич  |
| 7 жовтня  | Salem Open Beijing and the Nokia Open Beijing, КНР World Series $303,000 – carpet (i) – 32S/16D Одиночний розряд – Парний розряд | Грег Руседскі 7–6(7–5), 6–4                | Мартін Дамм                     | Томас Юганссон Байрон Блек      | Скотт Дрейпер Гендрік Дрекманн Шенг Схалкен Густаво Куертен  |
| 7 жовтня  | Salem Open Beijing and the Nokia Open Beijing, КНР World Series $303,000 – carpet (i) – 32S/16D Одиночний розряд – Парний розряд | Мартін Дамм Андрій Ольховський 6–4, 7–5    | Патрік Кюнен Гері Мюллер        | Томас Юганссон Байрон Блек      | Скотт Дрейпер Гендрік Дрекманн Шенг Схалкен Густаво Куертен  |
| 14 жовтня | IPB Czech Indoor Острава, Чехія World Series $450,000 – carpet (i) – 32S/16D Одиночний розряд – Парний розряд                    | Давід Пріносіл 6–1, 6–2                    | Петр Корда                      | Мартін Дамм Тім Генман          | Їржі Новак Міхаель Штіх Тодд Мартін Вейн Феррейра            |
| 14 жовтня | IPB Czech Indoor Острава, Чехія World Series $450,000 – carpet (i) – 32S/16D Одиночний розряд – Парний розряд                    | Цирил Сук Сендон Столл 7–6, 6–3            | Ян Крошлак Кароль Кучера        | Мартін Дамм Тім Генман          | Їржі Новак Міхаель Штіх Тодд Мартін Вейн Феррейра            |
| 14 жовтня | Eisenberg Israel Open Тель-Авів, Ізраїль World Series Тверде – $303,000 – 32S/16D Одиночний розряд – Парний розряд               | Хав'єр Санчес 6–4, 7–5                     | Маркос Ондруска                 | Малівай Вашингтон Альберт Коста | Грант Стеффорд Хав'єр Франа Ернан Гумі Скотт Дрейпер         |
| 14 жовтня | Eisenberg Israel Open Тель-Авів, Ізраїль World Series Тверде – $303,000 – 32S/16D Одиночний розряд – Парний розряд               | Маркос Ондруска Грант Стеффорд 6–3, 6–2    | Ноам Бер Еял Ерліх              | Малівай Вашингтон Альберт Коста | Грант Стеффорд Хав'єр Франа Ернан Гумі Скотт Дрейпер         |
| 14 жовтня | Grand Prix de Tennis de Toulouse Тулуза, Франція World Series Тверде (i) – $375,000 – 32S/16D Одиночний розряд – Парний розряд   | Марк Філіппуссіс 6–1, 5–7, 6–4             | Магнус Ларссон                  | Марсело Ріос Марк Вудфорд       | Орлін Станойчев Бернд Карбахер Хішам Аразі Седрік Пйолін     |
| 14 жовтня | Grand Prix de Tennis de Toulouse Тулуза, Франція World Series Тверде (i) – $375,000 – 32S/16D Одиночний розряд – Парний розряд   | Якко Елтінг Паул Гаргейс 6–3, 7–5          | Олів'є Делетр Гійом Рау         | Марсело Ріос Марк Вудфорд       | Орлін Станойчев Бернд Карбахер Хішам Аразі Седрік Пйолін     |
| 21 жовтня | Eurocard Open Штутгарт, Німеччина Super 9 $1,950,000 – carpet (i) – 48S/24D Одиночний розряд – Парний розряд                     | Борис Бекер 3–6, 6–3, 3–6, 6–3, 6–4        | Піт Сампрас                     | Ян Сімерінк Майкл Чанг          | Андре Агассі Горан Іванишевич Магнус Густафссон Марсело Ріос |
| 21 жовтня | Eurocard Open Штутгарт, Німеччина Super 9 $1,950,000 – carpet (i) – 48S/24D Одиночний розряд – Парний розряд                     | Себастьян Ларо Алекс О'Браєн 3–6, 6–4, 6–3 | Якко Елтінг Паул Гаргейс        | Ян Сімерінк Майкл Чанг          | Андре Агассі Горан Іванишевич Магнус Густафссон Марсело Ріос |
| 28 жовтня | Paris Open Париж, Франція Super 9 $2,300,000 – carpet (i) – 48S/24D Одиночний розряд – Парний розряд                             | Томас Енквіст 6–2, 6–4, 7–5                | Євген Кафельников               | Магнус Густафссон Петр Корда    | Марк Россе Стефан Едберг Паул Гаргейс Арно Боеч              |
| 28 жовтня | Paris Open Париж, Франція Super 9 $2,300,000 – carpet (i) – 48S/24D Одиночний розряд – Парний розряд                             | Якко Елтінг Паул Гаргейс 6–4, 4–6, 7–6     | Євген Кафельников Даніель Вацек | Магнус Густафссон Петр Корда    | Марк Россе Стефан Едберг Паул Гаргейс Арно Боеч              |

### Листопад
| Тиждень      | Турнір | Чемпіони                                             | Фіналісти                    | Півфіналісти                                                   | Чвертьфіналісти                                                          |
| ------------ | --- | ---------------------------------------------------- | ---------------------------- | -------------------------------------------------------------- | ------------------------------------------------------------------------ |
| 4 листопада  | Hellmann's Cup Сантьяго World Series $203,000 – clay – 32S/16D Одиночний розряд – Парний розряд                         | Ернан Гумі 6–4, 7–5                                  | Марсело Ріос                 | Альберто Берасатегі Фелікс Мантілья                            | Фернандо Мелігені Марсело Філіппіні Еміліо Бенфеле Альварес Олівер Гросс |
| 4 листопада  | Hellmann's Cup Сантьяго World Series $203,000 – clay – 32S/16D Одиночний розряд – Парний розряд                         | Густаво Куертен Фернандо Мелігені 6–4, 6–2           | Діну Пескаріу Альберт Портас | Альберто Берасатегі Фелікс Мантілья                            | Фернандо Мелігені Марсело Філіппіні Еміліо Бенфеле Альварес Олівер Гросс |
| 4 листопада  | Stockholm Open Стокгольм, Швеція World Series Тверде (i) – $800,000 – 32S/16D Одиночний розряд – Парний розряд          | Томас Енквіст 7–5, 6–4, 7–6(7–0)                     | Тодд Мартін                  | Томас Юганссон Маґнус Норман                                   | Грег Руседскі Патрік Фредрікссон Вінс Спейдія Річі Ренеберг              |
| 4 листопада  | Stockholm Open Стокгольм, Швеція World Series Тверде (i) – $800,000 – 32S/16D Одиночний розряд – Парний розряд          | Патрік Гелбрайт Джонатан Старк 7–6, 6–4              | Тодд Мартін Кріс Вудруфф     | Томас Юганссон Маґнус Норман                                   | Грег Руседскі Патрік Фредрікссон Вінс Спейдія Річі Ренеберг              |
| 4 листопада  | Кубок Кремля Moscow, Росія World Series $1,125,000 – carpet (i) – 32S/16D Одиночний розряд – Парний розряд              | Горан Іванишевич 3–6, 6–1, 6–3                       | Євген Кафельников            | Давід Пріносіл Алекс О'Браєн                                   | Байрон Блек Андрій Ольховський Шенг Схалкен Петр Корда                   |
| 4 листопада  | Кубок Кремля Moscow, Росія World Series $1,125,000 – carpet (i) – 32S/16D Одиночний розряд – Парний розряд              | Рік Ліч Андрій Ольховський 4–6, 6–1, 6–2             | Їржі Новак Давід Рікл        | Давід Пріносіл Алекс О'Браєн                                   | Байрон Блек Андрій Ольховський Шенг Схалкен Петр Корда                   |
| 13 листопада | ATP World Doubles Championships Гартфорд, CT, США ATP Tour World Championships $500,000 – carpet (i) – 8D Парний розряд | Марк Вудфорд Тодд Вудбрідж 6–4, 5–7, 6–2, 7–6        | Себастьян Ларо Алекс О'Браєн | Байрон Блек / Грант Коннелл Тревор Кронеманн / Девід Макферсон | Байрон Блек / Грант Коннелл Тревор Кронеманн / Девід Макферсон           |
| 19 листопада | ATP World Championships Ганновер, Німеччина ATP Tour World Championships $3,300,000 – carpet (i) – 8S Одиночний розряд  | Піт Сампрас 3–6, 7–6(7–5), 7–6(7–4), 6–7(11–13), 6–4 | Борис Бекер                  | Горан Іванишевич Ріхард Крайчек                                | Раунд Robin Томас Мустер Майкл Чанг Євген Кафельников Андре Агассі       |
| 26 листопада | Davis Cup Final Мальме, Швеція – hard (i)                                                                               | Франція 3–2                                          | Швеція                       |                                                                |                                                                          |

### Грудень
| Тиждень  | Турнір                                                              | Чемпіони                  | Фіналісти        | Півфіналісти                 | Чвертьфіналісти                                       |
| -------- | ------------------------------------------------------------------- | ------------------------- | ---------------- | ---------------------------- | ----------------------------------------------------- |
| 6 грудня | Кубок Великого шлему Мюнхен, Німеччина $6,000,000 – carpet (i) – 8S | Борис Бекер 6–3, 6–4, 6–4 | Горан Іванишевич | Тім Генман Євген Кафельников | Малівай Вашингтон Якоб Гласек Джим Кур'є Марк Вудфорд |

## Рейтинг ATP
| 8 січня 1996 | 8 січня 1996      | 8 січня 1996 |
| #            | Тенісист          | Країна       |
| ------------ | ----------------- | ------------ |
| 1            | Піт Сампрас       | США          |
| 2            | Андре Агассі      | США          |
| 3            | Томас Мустер      | Австрія      |
| 4            | Борис Бекер       | Німеччина    |
| 5            | Майкл Чанг        | США          |
| 6            | Євген Кафельников | Росія        |
| 7            | Томас Енквіст     | Швеція       |
| 8            | Джим Кур'є        | США          |
| 9            | Вейн Феррейра     | ПАР          |
| 10           | Горан Іванишевич  | Хорватія     |
| 11           | Ріхард Крайчек    | Нідерланди   |
| 12           | Серхі Бругера     | Іспанія      |
| 13           | Міхаель Штіх      | Німеччина    |
| 14           | Арно Боеч         | Франція      |
| 15           | Марк Россе        | Швейцарія    |
| 16           | Андрій Медведєв   | Україна      |
| 17           | Тодд Мартін       | США          |
| 18           | Паул Гаргейс      | Нідерланди   |
| 19           | Гільберт Шаллер   | Австрія      |
| 20           | Андреа Гауденці   | Італія       |

| 30 грудня 1996 | 30 грудня 1996      | 30 грудня 1996 | 30 грудня 1996 | 30 грудня 1996 | 30 грудня 1996 | 30 грудня 1996 |
| #              | Тенісист            | Країна         | Пункти         | Від            | До             | Зміна          |
| -------------- | ------------------- | -------------- | -------------- | -------------- | -------------- | -------------- |
| 1              | Піт Сампрас         | США            | 4865           | 1              | 3              | ▬              |
| 2              | Майкл Чанг          | США            | 3597           | 2              | 6              | ▲ 3            |
| 3              | Євген Кафельников   | Росія          | 3564           | 3              | 8              | ▲ 3            |
| 4              | Горан Іванишевич    | Хорватія       | 3492           | 4              | 10             | ▲ 6            |
| 5              | Томас Мустер        | Австрія        | 3166           | 1              | 6              | ▼ 2            |
| 6              | Борис Бекер         | Німеччина      | 2983           | 3              | 7              | ▼ 2            |
| 7              | Ріхард Крайчек      | Нідерланди     | 2380           | 7              | 27             | ▲ 4            |
| 8              | Андре Агассі        | США            | 2364           | 1              | 9              | ▼ 6            |
| 9              | Томас Енквіст       | Швеція         | 2191           | 6              | 14             | ▼ 2            |
| 10             | Вейн Феррейра       | ПАР            | 2149           | 6              | 13             | ▼ 1            |
| 11             | Марсело Ріос        | Чилі           | 2114           | 10             | 24             | ▲ 13           |
| 12             | Тодд Мартін         | США            | 2039           | 11             | 22             | ▲ 5            |
| 13             | Альберт Коста       | Іспанія        | 1757           | 13             | 23             | ▲ 10           |
| 14             | Стефан Едберг       | Швеція         | 1567           | 14             | 55             | ▲ 16           |
| 15             | Ян Сімерінк         | Нідерланди     | 1530           | 15             | 38             | ▲ 6            |
| 16             | Міхаель Штіх        | Німеччина      | 1518           | 11             | 21             | ▼ 3            |
| 17             | Магнус Густафссон   | Швеція         | 1515           | 17             | 87             | ▲ 69           |
| 18             | Фелікс Мантілья     | Іспанія        | 1505           | 15             | 96             | ▲ 74           |
| 19             | Альберто Берасатегі | Іспанія        | 1477           | 18             | 50             | ▲ 15           |
| 20             | Малівай Вашингтон   | США            | 1472           | 11             | 25             | ▲ 5            |

## Статистична інформація

### Титули за тенісистами
- Піт Сампрас (8)
- Томас Мустер (7)
- Борис Бекер (5)
- Горан Іванишевич (5)
- Євген Кафельников (4)
- Андре Агассі (3)
- Альберто Берасатегі (3)
- Томас Енквіст (3)
- Альберт Коста (3)
- Майкл Чанг (3)
- Карім Аламі (2)
- Магнус Густафссон (2)
- Вейн Феррейра (2)

- Байрон Блек (1)
- Малівай Вашингтон (1)
- Ктіслав Доседель (1)
- Ернан Гумі (1)
- Томас Карбонелл (1)
- Роберто Карретеро (1)
- Франсіско Клавет (1)
- Джим Кур'є (1)
- Марк-Кевін Гелльнер (1)
- Петр Корда (1)
- Ріхард Крайчек (1)
- Ніклас Культі (1)
- Фелікс Мантілья (1)
- Тодд Мартін (1)
- Андрій Медведєв (1)
- Фернандо Мелігені (1)
- Карлос Моя (1)
- Їржі Новак (1)
- Андрій Ольховський (1)
- Алекс О'Браєн (1)
- Ніколас Перейра (1)
- Седрік Пйолін (1)
- Давід Пріносіл (1)
- Річі Ренеберг (1)
- Марсело Ріос (1)
- Хав'єр Санчес (1)
- Шенг Схалкен (1)
- Ян Сімерінк (1)
- Джонатан Старк (1)
- Грег Руседскі (1)
- Джейсон Столтенберг (1)
- Марк Філіппуссіс (1)
- Гі Форже (1)
- Міхаель Штіх (1)

### Титули за країнами
- США 20
- Іспанія 12
- Австрія 7
- Німеччина 7
- Швеція 6
- Хорватія 5
- Росія 5
- Чехія 3
- Нідерланди 3
- Австралія 2
- Франція 2
- Марокко 2
- ПАР 2
- Аргентина 1
- Бразилія 1
- Чилі 1
- Велика Британія 1
- Україна 1
- Венесуела 1
- Зімбабве 1

## Зовнішні посилання
- Офіційний сайт ATP
- Офіційний сайт ITF